# Chợ Cá và Nông sản Ulsan
Chợ Cá và Nông sản Ulsan là một chợ bán buôn ở Nam-gu, Ulsan, Hàn Quốc. Chợ bao gồm hai cấu trúc, một khu vực được che chắn để bán nông sản, và một tòa nhà có chợ cá bên trong với một số nhà hàng chế biến cá sau khi họ mua về. Các món ăn chế biến bao gồm hoe, sannakji, và maeuntang. Chợ thường bán thịt cá voi và đôi khi cá voi bị làm thịt ở bên ngoài chợ cá.